# Ramona Elsener
Pour les articles homonymes, voir Elsener.
Ramona Elsener, née le 27 février 1992 à Bülach, est une patineuse artistique suisse. Avec son partenaire Florian Roost, ils ont occupé la première place du championnat suisse de patinage artistique.

## Biographie

### Carrière sportive
Ramona Elsener et Florian Roost se sont associés en 2005. Ils se sont rencontrés sur un chat en ligne grâce à leur intérêt commun : le patinage. Ils ont commencé à se présenter dans les événements internationaux junior en 2006. Ils ont participé à cinq championnats du monde juniors, cinq championnats d'Europe et trois championnats du monde.
En mai 2014, Florian Roost a décidé de se retirer de la compétition.

## Programmes
Avec Florian Roost, :
| Saison    | Danse originale                                                                | Programme libre |
| --------- | ------------------------------------------------------------------------------ | --- |
| 2013–2014 | - Quickstep: I'm Sitting on Top of the World - Foxtrot: Call Me Irresponsible  | - Roxanne par Sting and Marianito Mores - Oblivion for Piano Trio par Astor Piazzolla - El Tango de Roxanne (de Moulin Rouge)                                  |
| 2012–2013 | - Polka: Pie in the Face Polka - Valse: Carnival de Venice medley              | - Autant en emporte le vent par Gérard Presgurvic |
| 2011–2012 | - Rumba: Ramona la Bailadora - Samba: Maria par Ricky Martin                   | - Michael Meets Mozart par Jon Schmidt - Love Story meets Viva la Vida par Jon Schmidt                                                                         |
| 2010–2011 | - Valse: Violente Valse par Caravan Palace                                     | Pirates des Caraïbes: - Drink Up, Me Hearties par Hans Zimmer - Fog Bound par Klaus Badelt - The Black Pearl par Klaus Badelt - He's a Pirate par Klaus Badelt |
| 2009–2010 | Danse folklorique suisse: - Alphorn Jodel - Tour de Suisse - Sumpfbode Ländler | - Le Port d'Amsterdam par Jacques Brel |
| 2008–2009 | - US Army in the 40s par The Star Sisters                                      | - Angel and Devil par Maxime Rodriguez |
| 2007–2008 | - Folklorique suisse                                                           | - Le Fantôme de l'Opéra by Andrew Lloyd Webber |
| 2006–2007 | - El Tango de Roxanne (de Moulin Rouge)                                        | - Roméo et Juliette par Gérard Presgurvic |

## Palmarès
Avec son partenaire Florian Roost
| Compétition                   | 2007 | 2008 | 2009 | 2010 | 2011 | 2012 | 2013 | 2014 |  |  |  |  |  |  |  |
| Jeux olympiques d'hiver       |      |      |      |      |      |      |      |      |  |  |  |  |  |  |  |
| Championnats du monde         |      |      |      |      | 25e  | 30e  |      | 25e  |  |  |  |  |  |  |  |
| Championnats d’Europe         |      |      |      | 25e  | 19e  | 22e  | 18e  | 22e  |  |  |  |  |  |  |  |
| Championnats de Suisse        |      |      |      | 1re  | 1re  | 1re  | 1re  | 1re  |  |  |  |  |  |  |  |
| Championnats du monde juniors | 21e  | 27e  | 28e  | 27e  | 14e  |      |      |      |  |  |  |  |  |  |  |
|                               |      |      |      |      |      |      |      |      |  |  |  |  |  |  |  |